# 马正跃
马正跃（1958年7月—），河南信阳固始人，中华人民共和国政治人物。1975年3月参加工作，1977年8月加入中国共产党，郑州大学哲学系哲学专业毕业，大学学历。

## 生平
1978年3月到1982年1月在郑州大学哲学专业学习。
历任中共河南省委宣传部理论处副处长、处长，卫辉市委副书记（1992.11-1994.11），中宣部理论局理论宣传处负责人，中共河南省委宣传部助理巡视员，河南省文明办专职副主任，中共河南省委宣传部副部长、常务副部长、文明办主任(2001.03-2011.05)。2011年5月任中共驻马店市委书记。 2013年4月担任中共漯河市委书记。
2017年12月2日，不再担任中共漯河市委书记，调任中共河南省委副秘书长、省文化体制改革和发展工作领导小组副组长。